# 簇序润楠
簇序润楠（学名：Machilus fasciculata），为樟科润楠属下的一个种。

## 扩展阅读
維基物種上的相關：簇序润楠